# Philodendron melinonii
Philodendron melinonii es una especie de arbusto perenne del género Philodendron de la  familia de las aráceas. Es originaria de Sudamérica.

## Taxonomía
Philodendron melinonii fue descrito por Brongn. ex Regel y publicado en Gartenflora 23: 67, t. 789. 1874.
Etimología
Ver: Philodendron